# Amphithéâtre civil d'Aquincum
L'amphithéâtre civil d'Aquincum (en hongrois : aquincumi polgárvárosi amfiteátrum) désigne les vestiges d'un ancien amphithéâtre, situés dans le 3e arrondissement de Budapest. Construit aux alentours de 150 de notre ère, il a été rénové entre 214 et 259. Il est d'une forme quasi circulaire (86,5 m. / 75,5 m). Il pouvait accueillir entre 6 000  et   7 000 spectateurs. Tout autour de l'arène courait un mur haut de 3 mètres séparant les spectateurs des combats.
Des restes humains, mais également des ossements d'un loup, d'un sanglier et d'un taureau prouvent que les différents types de spectacles (munera et venationes) ont été pratiqués dans cet amphithéâtre.
La porte d'entrée orientale de l'amphithéâtre (la porta pompea) avait peut-être la forme d'un arc de triomphe alors que la porte occidentale (porta libitinae) servait à évacuer les corps des victimes de l'arène. Un autel de la déesse de la vengeance Némésis a été découvert dans cette même porte occidentale (côté sud).
À l'ouest de l'amphithéâtre se trouvait une école de gladiateurs.

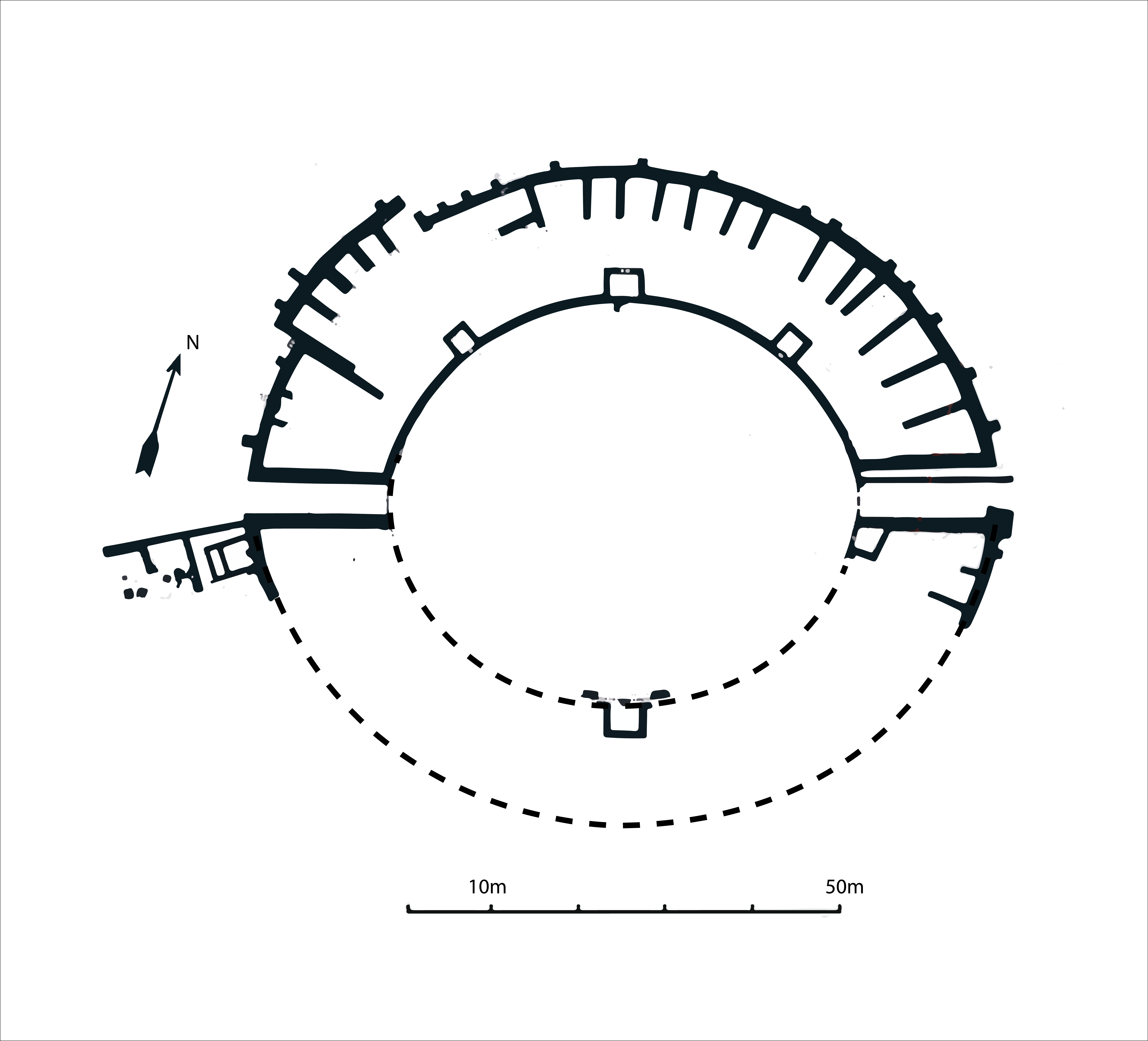
Plan de l'amphithéâtre civil de Budapest - Aquincum